# Guantánamobukten
För andra betydelser, se Guantánamo (olika betydelser).
Guantánamobukten (sp. Bahía de Guantánamo) är en 20 km lång och 8 km bred havsvik i Kubas sydöstra del i Karibiska havet. Staden Guantánamo ligger cirka 12 km nordnordväst om Guantánamobukten. Bukten är en av de bästa naturhamnarna på Kuba.
I den södra delen av bukten, på båda sidor om mynningen, ligger den amerikanska militärbasen Guantánamobasen, om vars rättsliga status Kuba och USA tvistat i tiotals år.

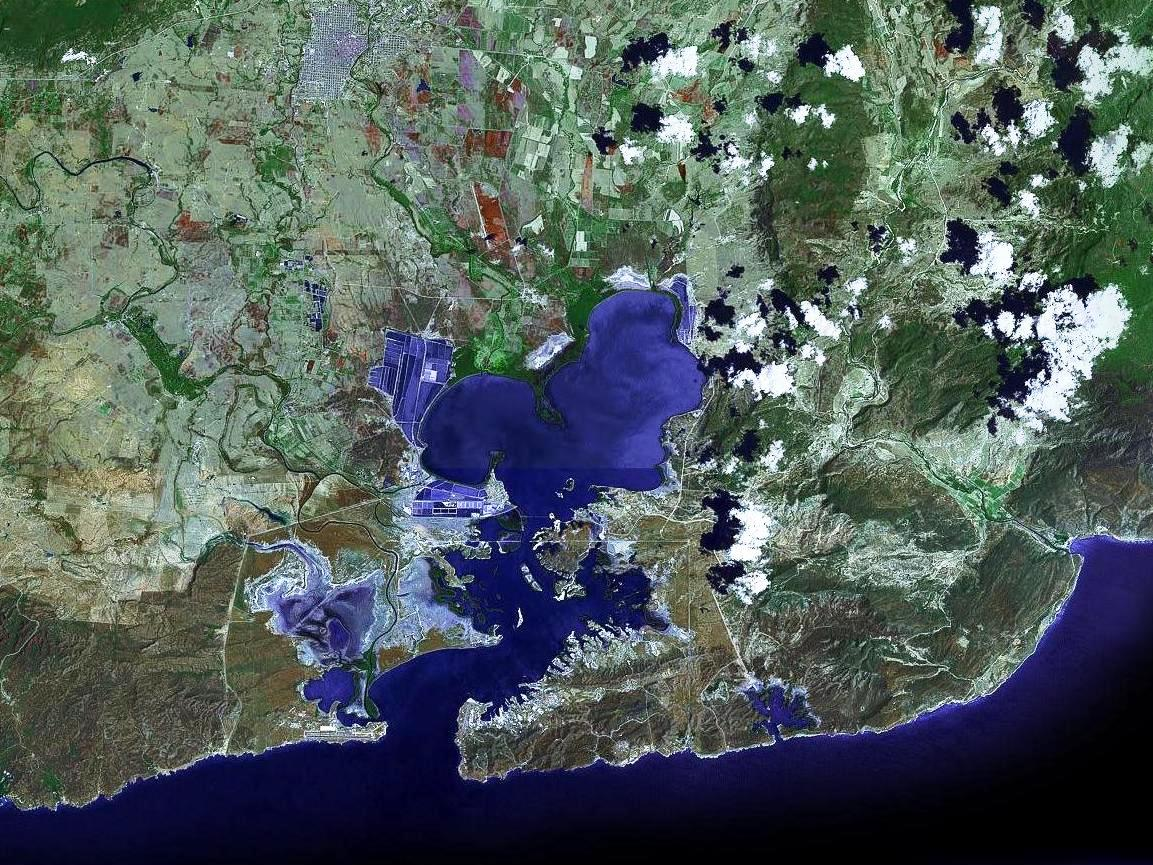
Satellitfotografi av Guantánamobukten.
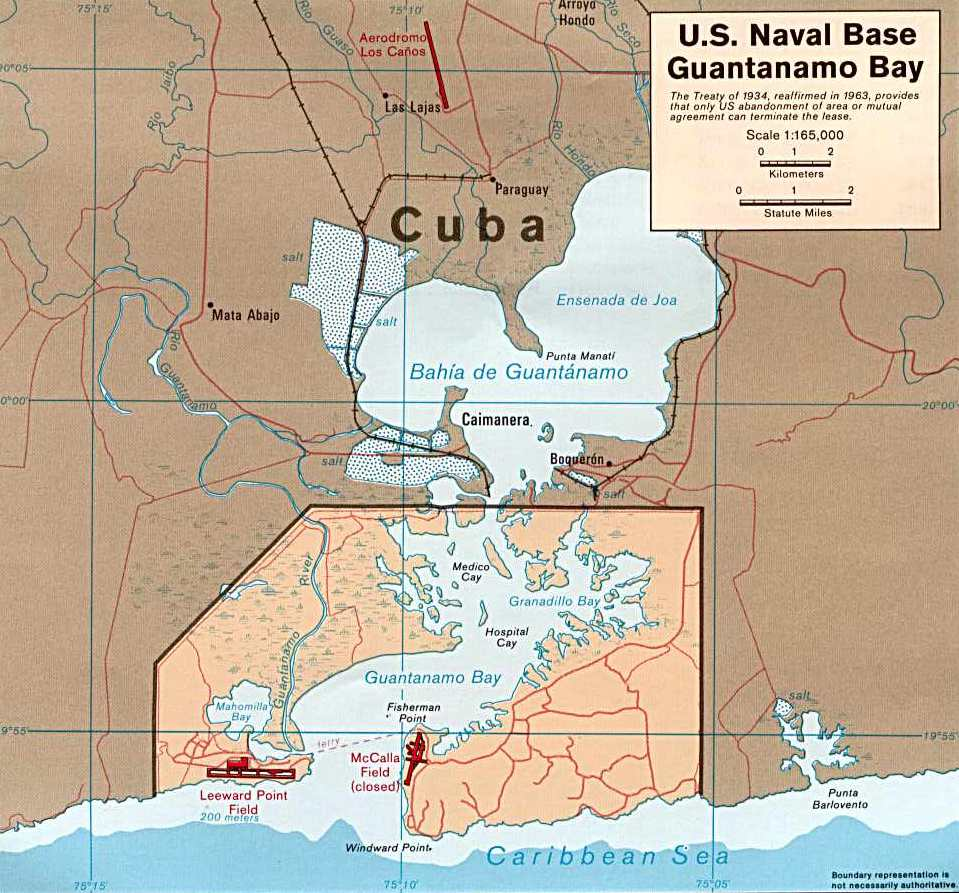
Karta över Guantánamobukten med Guantánamobasens område utmärkt.
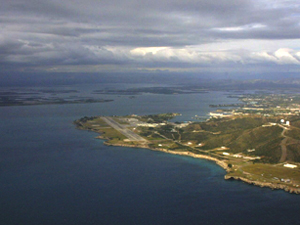
Flygfotografi av Guantánamobukten med en del av Guantánamobasen i förgrunden.